# Lamborghini Jalpa
O Lamborghini Jalpa é um modelo desportivo produzido pela Lamborghini entre 1981 e 1988, como o sucessor do Silhouette. Foi desenhado por Giulio Alfieri, um ex-diretor técnico da Maserati, para o estúdio Bertone, e apresentado no Salão do Automóvel de Genebra em março de 1981 ao lado do protótipo LM001.
A aceleração do Jalpa não foi muito satisfatória, uma vez que o Ferrari 328 Quattrovalvole com 199 kW (270 PS) e o Porsche 911 com 170 kW (231PS) e 1210 kg era significativamente mais leve, de modo que ambos ganhavam em duelo de aceleração contra o Jalpa. A produção terminou em 1988 com apenas 420 exemplares produzidos.